# Symbrenthia
Genre
Symbrenthia est un genre de lépidoptères de la famille des Nymphalidae. Ses espèces se rencontrent dans le Sud-Est de l'Asie.

## Liste des espèces
D'après funet :
- Symbrenthia anna Semper, 1888
- Symbrenthia brabira Moore, 1872
- Symbrenthia doni Tytler, 1940
- Symbrenthia hippalus (C. & R. Felder, 1867)
- Symbrenthia hippoclus (Cramer, 1779)
- Symbrenthia platena Staudinger, 1897
- Symbrenthia hypatia (Wallace, 1869)
- Symbrenthia hypselis (Godart, 1824)
- Symbrenthia lilaea (Hewitson, 1864)
- Symbrenthia niphanda Moore, 1872
- Symbrenthia intricata Fruhstorfer, 1897
- Symbrenthia silana de Nicéville, 1885
- Symbrenthia viridilunulata Huang & Xue, 2004